# Peter Kubelka
Peter Kubelka (Viena, 1934) es un cineasta, músico y arquitecto austriaco.

## Biografía
En su adolescencia Kubelka fue miembro del Coro de Niños Cantores de Viena (1944-1947), y en su juventud atleta en lanzamiento de disco (1953) y yudoca.  Estudió de 1952 a 1954 en la Universidad de Música y Arte Dramático de Viena y de 1954 a 1955 en el Centro Experimental de Cine en Roma.
El rechazo de su primer film, Mosaik im Vertrauen (1955), por parte de la industria cinematográfica, empujó aún más una vocación, la de cineasta, que Kubelka había abrazado temprano, en sus días de instituto. Entre 1957 y 1960 realizó la mayor parte de su obra, su cine métrico, compuesto por Adebar, Schwechater y Arnulf Rainer. Según Kubelka, «el cine está entre las imágenes», y su meticuloso y paciente trabajo como cineasta conlleva la depuración de los componentes del cine, a fin de eliminar la ilusión y manifestar la imagen como objeto: «El cine de Kubelka es como un fragmento de cristal», escribió Jonas Mekas.
En esos años expuso por primera vez su obra en celuloide, que luego formará bellos paneles de blancos y negros, pero que entonces deja colgando de estacas, a la intemperie, en el pueblo de Alpbach. En 1964 cofunda el Austrian Filmmuseum y dos años después puso rumbo a Estados Unidos en un viaje que siempre calificó de fundamental para su supervivencia.
En 1966 concluye su particular documental de viaje, Unsere Afrikareise, película de doce minutos que le lleva cinco años filmar y que supone una cumbre del cine experimental por su articulación de imagen y sonido; ahí comienza también su particular proceso de «des-especialización» y reeducación autodidacta, que practica en numerosos cursos de cine en distintas universidades norteamericanas, donde la mímica, los juguetes o las herramientas prehistóricas suelen ocupar el lugar de la argumentación tradicional y académica. En ellos, la cocina, el más antiguo medio de comunicación según Kubelka, empieza a adquirir protagonismo.
En 1970 cofundó el Anthology Film Archives en Nueva York, donde diseñó su cine ideal, el Invisible Cinema. La sala disponía de asientos muy inclinados con un capó sobre cada asiento y barreras visuales entre los mismos para que cada asistente estuviera totalmente aislado visualmente de los demás. En 1973 restauró Entuziazm, del director soviético Dziga Vértov, y en 1976 estableció la colección de vanguardia para el Centro Pompidou de París, donde concibe la exposición «Une histoire du cinéma (1976-1977)». Otra de sus grandes pasiones, la música, le llevó a fundar en 1980 el grupo Spatium Musicum, con el que recorrió Estados Unidos y Europa. En 1996 puso en funcionamiento su ciclo Was ist Film en el Filmmuseum vienés. Sus últimas películas son Dichtung und Wahrheit (2003) y Antiphon, integrada en la obra Monument Film (2012).
En 2005 recibió la Condecoración Austriaca de la Ciencia y el Arte.